# Lucía Torres
Lucía Torres (Córdoba, Argentina, 10 de marzo de 1986) es una cineasta argentina que trabaja como montajista, realizadora de cine y directora de cine.

## Biografía
Nació el 10 de marzo de 1986 en la ciudad de Córdoba, Argentina. Cursó estudios de cine en la Universidad Nacional de Córdoba y en el año 2006 se incorporó a la productora cordobesa de Cine El Calefón, integrada por 5 miembros (Juan Maristany, Matías Herrera Córdoba, Ezequiel Salinas, Lucía Torres y Ana Apontes) y hasta el año 2016 coordinaba el Área de Posproducción de Cine El Calefón. En 2007 se incorporó al Cineclub La Quimera. Es socia activa de la Asociación Argentina de Editores Audiovisuales (EDA) y actualmente se dedica al montaje.

## Trayectoria en Cine
En 2010 codirigió la película documental Buen Pastor, una fuga de mujeres. 
Realizó el montaje de los films El Grillo de Matías Herrera Córdoba; Nosotras/ellas de Julia Pesce (Mejor Documental Festival de Málaga 2016 – Premio Especial del Jurado en Yamagata);  “Miramar”, de Fernando Sarquís (coeditada con José Benassi); “Primero enero” de Darío Mascambroni (Mejor Película Argentina BAFICI 2016), en el que fue nominada por su trabajo en el premio al Mejor Montaje en Bafici 2016; “Instrucciones para flotar un muerto” de Nadir Medina, “Los Pasos” de Renzo Blanc, “El Tono”, de Fernando Lacolla, “Canción para los laureles” de Pablo Spollansky y “La Cuyanía” de Florencia Poblete (coeditada con Pablo Pastor). Asistió a Rosario Suárez en el montaje de la película Atlántida (Inés María Barrionuevo). Coordinó la postproducción de Una noche sin luna (Germán Tejeira).

## Trayectoria en TV
Desde 2011 editó las series de TV documental Nosotros Campesinos (de Jimena González Gomeza y Juan Maristany). También realizó el montaje de “Inoxidablesíconos de la industria cordobesa” (de Fernando Lacolla),  “Gallos rojos” (de Ana Apontes y Ezequiel Salinas) y, en colaboración con Ezequiel Salinas, de “Tunga tunga ,el ritmo cordobés” (de Ayelén Ferrini) y “Artivistas” (Inés María Barrionuevo).